# That Vegan Teacher
Каді Карен Дікмайер (нар. 24 вересня 1964), відома як «Той вчитель-веган» — канадська активістка за права тварин, колишня педагогиня та авторка пісень, відома переважно своєю пропагандою веганства. Перед початком онлайн-кар'єри Дікмайер була медсестрою, а потім вчителькою ESL, але зрештою залишила останню роботу на початку пандемії COVID-19 . Дікмайер відома своїми акаунтами в TikTok і YouTube, які пропагують веганство. Контент Дікмаєр викликав суперечки, включаючи звинувачення в расизмі та гомофобії.

## Раннє життя
Дікмаєр народилася 24 вересня 1964 року в Монреалі і має німецьке та швейцарське походження. Дікмайєр 25 років працювала медсестрою в Лейкшорській лікарні і дев'ять років навчалася в Університеті Конкордія, щоб стати вчителькою англійської мови у франко-канадських школах. Вона працювала на обох роботах, перш ніж кинути кар'єру медсестри, щоб працювати повний робочий день у шкільній системі та зрештою залишити роботу на початку пандемії COVID-19.